# Landelijke vereniging van artsen in dienstverband
De Landelijke vereniging van artsen in dienstverband (LAD) is een Nederlandse belangenvereniging van artsen in dienstverband. Dit in tegenstelling tot artsen die vrijgevestigd zijn, of die bijvoorbeeld deelnemen aan een maatschap. De LAD heeft ongeveer 33.000 leden en heeft voor deze leden onder meer de functie van vakbond. De LAD is een van de federatiepartners van de KNMG.
Daarnaast is de LAD aangesloten bij de FBZ (Federatie van Beroepsorganisaties in de Zorg).
Het kantoor van de LAD bevindt zich in de Domus Medica in Papendorp, een kantorenbuurt aan de rand van de Utrechtse wijk Leidsche Rijn.